# Валентин Златев
Валентин Златев, роден на 8 декември 1965 г. в Правец. Той е български бизнесмен, бивш генерален директор на Лукойл България и президент на баскетболния клуб Лукойл Академик. 
Женен е за Люба Стефанова, която печели конкурса Мис Пловдив през 2001 г. Имат три деца – двама синове Васил и Антон и дъщеря Кристина.